# Post coitum

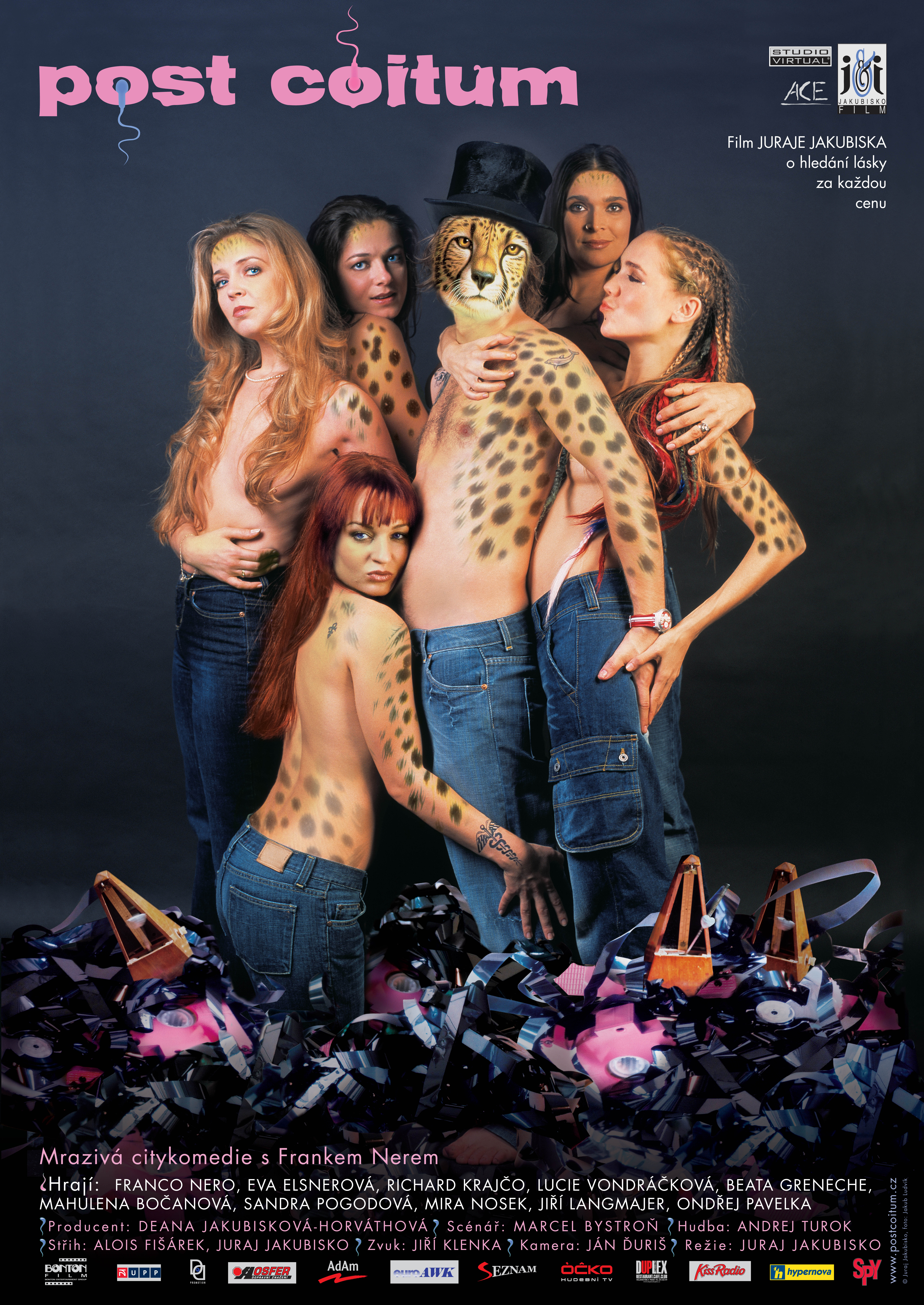
Affiche originale du film.

Post coitum est un film de Juraj Jakubisko sorti en 2004.

## Synopsis
Plusieurs personnages (une vierge, une prostituée, un photographe, un producteur de disques et sa femme, un couple marié, une star de rock) ont des relations sexuelles sans lendemain.

## Distribution
- Franco Nero : Bakchus, photographe
- Eva Elsnerová : Sabrina, assistante du réalisateur
- Richard Krajčo : Adam
- Lucie Vondráčková : Kristýna
- Mahulena Bočanová : Messalina
- Jaromír Nosek : Jaroušek
- Beata Greneche : Viola

## Fiche technique
- Scénario : Marcel Bystron et Juraj Jakubisko
- Réalisation : Juraj Jakubisko
- Durée : 104 minutes